# Dia da Independência do Turcomenistão
O dia da independência do Turquemenistão (turcomeno: Garaşsyzlyk baýramy, Гарацсызлык бaйрaмы) é o principal feriado nacional do Turquemenistão. A data celebra o dia em que a RSS Turcomena declarou sua independência da União Soviética. Esta data é celebrada anualmente no Turquemenistão em 27 de setembro.

## História
```
A 
República Socialista Soviética do Turcomenistão
 participou do 
referendo realizado em março de 1991
 na tentativa de preservar a 
União Soviética
 como uma federação renovada chamada 
União dos Estados Soberanos
, um referendo no qual 98,26% dos eleitores aprovaram.
```

Após os eventos do golpe fracassado ocorrido em agosto, o Conselho Supremo do Turquemenistão decidiu adotar a lei "Sobre a Independência e bases de um Sistema Estatal do Turquemenistão", declarando efetivamente sua independência em 27 de outubro de 1991. Após a desintegração da URSS, a RSS Turcomena tornou-se uma das últimas repúblicas da antiga União Soviética a proclamar a soberania do Estado. Em 2018, o governo do Turquemenistão votou para mudar a data exatamente um mês atrás para 27 de setembro.

## Celebrações
Quando se trata de protocolo formal, há uma cerimônia de colocação de flores no Monumento da Independência, seguida de um enorme desfile militar na praça central de Asgabate. O desfile militar é seguido pela procissão em massa de representantes das cinco províncias, capital de Asgabate, bem como trabalhadores em vários ramos da economia do Turquemenistão. No dia da independência, uma tradição de premiação de cidadãos e figuras culturais é prática comum. Líderes mundiais como o presidente da Rússia e o presidente dos Estados Unidos normalmente mandam parabéns à nação. Em muitas cidades do país, são realizados eventos festivos e shows. Saudações e fogos de artifício em homenagem à independência também são eventos tradicionais. O feriado é comemorado com festividades no dia 27 de setembro.